# Système central
Le Système central est une chaîne de montagnes située au centre de la péninsule Ibérique qui a une orientation ouest/est dans sa moitié ouest, et une orientation sud-ouest/nord-est dans sa moitié est. Elle a une longueur d'environ 700 km et s'étend depuis le Portugal jusqu'au système Ibérique. Elle constitue la séparation naturelle entre Castille-et-León, au nord, et Castille-La Manche, la communauté de Madrid et l'Estrémadure, au sud. Elle représente également la division du plateau central ibérique entre sous-plateau nord et sous-plateau sud. Hormis quelques exceptions mineures, elle marque la division entre le bassin du Duero et celui du Tage. Le plus haut sommet du système est le pic Almanzor (2 591 mètres), situé dans la sierra de Gredos. Les montagnes du Système central ont une proéminence moyenne de 1 200 mètres et une base comprise entre 500 et 1 200 mètres.